# Pseudopodium (Moose)

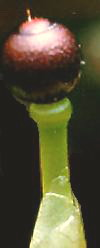
Das Pseudopodium trägt den Sporophyt.

Bei Torfmoosen (Sphagnales) und Klaffmoosen (Andreaeaceae) wird der Sporophyt von einem Pseudopodium („falscher Stiel“) emporgehoben, damit die reifen Sporen vom Wind erfasst und ausgebreitet werden können. Das Pseudopodium gehört zum Gametophyten des Mooses.
Eine analoge Struktur bilden auch Laubmoose im engeren Sinn (Bryidae) aus, sie gehört aber zum Sporophyten und wird Seta genannt; auf diesen Unterschied bezieht sich das „Pseudo-“ in „Pseudopodium“.
Die Lebermoose (Marchantiopsida) bilden ganze Gametangienstände aus (Archegoniophore und Antheridiophore). Die reifen Sporenkapseln sind über einen kurzen Fuß am Archegoniophor befestigt.